# 2570 Porphyro
2570 Porphyro је астероид главног астероидног појаса са пречником од приближно 27,99 .
Афел астероида је на удаљености од 3,059 астрономских јединица (АЈ) од Сунца, а перихел на 2,474 АЈ.
Ексцентрицитет орбите износи 0,105, инклинација (нагиб) орбите у односу на раван еклиптике 16,233 степени, а орбитални период износи 1681,196 дана (4,602 године).
Апсолутна магнитуда астероида је 12,20 а геометријски албедо 0,029.
Астероид је откривен 6. августа 1980. године.